# Ponent Mon
Ponent Mon ist ein spanischer Comicverlag aus Rasquera, Provinz Tarragona.
Das Unternehmen wurde 2003 gegründet als Comic-Verlag für ein erwachsenes Publikum. So erscheinen Manga-Einzelbände des Künstlers Jirō Taniguchi wie auch hochpreisige Integral-Sammelbände europäischer Albenserien.

## Bekannte Serien (Auswahl)
El Mercenario, Der rote Korsar, Buddy Longway, Mac Coy, Jonathan Cartland, Jerry Spring, Mick Tanguy, Yoko Tsuno, Jonathan, Andy Morgan, Bruno Brazil, Rick Master